# Hexahydrokanabinol
Hexahydrokanabinol (HHC) je hydrogenovaný derivát tetrahydrokanabinolu (THC). Jedná se o přirozeně se vyskytující fytokanabinoid, který byl vzácně identifikován jako stopová složka v konopí setém, ale může být vyroben také synteticky hydrogenací konopných extraktů. HHC byl poprvé syntetizován v roce 1947 Rogerem Adamsem pomocí přírodního THC, který se vyskytuje v konopí setém.
HHC je psychoaktivní látka, jejíž účinky jsou údajně podobné jako u THC.

## Zákonnost
Hexahydrokanabinol je v ČR zařazen na seznamu psychotropních látek. je legálně dostupné, avšak za přísných podmínek a pouze ve specializovaných prodejnách.

### Zákaz v České republice
O možném zákazu látky se spekulovalo již v roce 2023, v červenci 2023 se nicméně vláda rozhodla jej na seznam zakázaných látek nezařadit. V únoru 2024 ale Ministerstvo zdravotnictví navrhlo hexahydrokanabinol (HHC), jeho derivát hexahydrokanabinol-O-acetát (HHC-O) a také derivát již zakázaného THC tetrahydrokanabiforol (THCP) k zařazení na seznam zakázaných návykových látek. Rozhodlo se tak poté, co se v médiích objevila řada případů dětí a mladistvých, kteří měli po požití výrobků s HHC zdravotní potíže, někteří skončili i na jednotkách intenzivní péče v nemocnicích. Zákaz psychoaktivních látek HHC, HHC-O a THCP měl původně nabýt platnosti 1. března 2024, nakonec se tak stalo 6. března 2024. Do té doby bylo možno látku prodávat jako sběratelský předmět.

#### Kritika zákazu
Rozhodnutí kritizovala řada odborníků včetně vládního protidrogového koordinátora Jindřicha Vobořila. Členka rady vlády pro koordinaci protidrogové politiky Jana Michailidu uvedla, že po zákazu HHC se na trhu pouze objeví další látky s prakticky totožnými, někdy ale také mnohem silnějšími účinky, které jsou ale čistě syntetické a nebyly podrobeny zkoumání jejich účinků.
Obchodníci, kteří HHC do konce února 2024 mohli legálně prodávat, své zásoby krátce před účinností zákazu začali hojně prodávat ve výprodejích. Řada uživatelů se tak aktivně předzásobila. Od března začali obchodníci ve velkém nabízet syntetické deriváty HHC i THC (např. HHCP, HHCPO nebo THCB), které vláda svým nařízením nezakázala. Někteří z nich tyto deriváty vyměnili za své skladové zásoby HHC. Ministr zdravotnictví Vlastimil Válek uvedl, že bude chtít zakázat i všechny další nově vzniklé deriváty. Někteří obchodníci nicméně museli část zásob HHC zničit, čímž jim vznikla majetková škoda v řádech milionů korun. Asociace bezpečných prodejních automatů uvedla, že své škody odhaduje na 100 milionů korun. V dubnu 2024 navrhla vláda zakázat čtyři další deriváty látky HHC (HHCP, HHCH, HHCB, HHC-C8) a tři deriváty látky THCP (THCH, THCB a THC-C8) a veškeré z nich odvozené estery a ethery. Tou dobou byly v prodejních automatech po celé zemi k dostání deriváty obsahující kromě všech výše uvedených látek také látky CBD, H4CBD či CBG9. Například derivát HHCP je přitom podle některých analýz až třicetkrát silnější než zakázané HHC.
Krátce po únorovém vládním zákazu uvedl vládní protidrogový koordinátor Jindřich Vobořil, že vážně zvažuje odchod z funkce. Uvedl také, že prezidenta Petra Pavla bude žádat o udělování milostí, neboť zákazem HHC za něj hrozí stejné trestní sazby jako za držení konopí. Za jejich prodej nebo dovoz do země tak může prodejcům hrozit až osmnáct let vězení, při vlastní spotřebě za užití malého množství hrozí uživateli pokuta do výše 15 tisíc korun, při držení většího množství pro osobní potřebu hrozí až osm let vězení. Za držení většího množství látky s cílem její distribuce tak od 6. března 2024 hrozí pachateli vyšší trest odnětí svobody než za vraždu.

#### Kontroly
Již první den zákazu uvedl ředitel Národní protidrogové centrály Jakub Frydrych, že centrála po celé zemi provádí rozsáhlé kontroly, přičemž zjistila desítky případů porušení zákazu. Rozsáhlé kontroly začala první den zákazu provádět také Státní zemědělská a potravinářská inspekce a krajské hygienické stanice. Jen v Olomouckém kraji bylo v rámci akce provedeno 144 kontrol, možné spáchání trestného činu objevili hygienici u čtyř prodejců. Od března 2024 přitom namátkové kontroly probíhají i nadále.

#### Legalizace
V květnu 2024 schválila Poslanecká sněmovna zákon o psychomodulačních látkách, který prodej HHC (a dalších látek jako např. kratomu) opět legalizuje, ovšem za přísných podmínek. Zákon například zakazuje cílenou reklamu, nařizuje prodejcům látku prodávat pouze ve specializovaných prodejnách, do kterých mohou vstupovat pouze osoby starší 18 let a k udělení licence k prodeji vyžaduje uhrazení poplatku ve výši 200 000 Kč. Účinnosti by měl zákon nabýt 1. ledna 2025.

### Zákaz v zahraničí
Francouzská Národní agentura pro bezpečnost léčiv a zdravotnických produktů (ANSM) oznámila zákaz výroby, prodeje a používání HHC a dvou jeho derivátů, HHC-acetátu (HHCO) a hexahydrokanabiforolu (HHCP) na území Francie od 13. června 2023.
Ve Spojeném království by HHC podle zákona o psychoaktivních látkách z roku 2016 bylo pravděpodobně považováno za nelegální.
Prodej HHC zakázalo několik evropských zemí (Dánsko, Belgie, Rakousko). Například ve Švédsku je zakázán od 11. července 2023, v Itálii od 28. července 2023.

## Teoretické možnosti budoucího použití v medicíně
HHC a jeho deriváty se v medicíně neužívají. Některé laboratorní pokusy ukazují možný účinek u nádorových buněk rakoviny plic a slinivky břišní.